# محمد حافظ الشريدة
محمد حافظ صالح الشريدة (وُلد 25 ديسمبر 1953 في طوباس) مُفتي وداعية إسلامي فلسطيني وأكاديمي في جامعة النجاح الوطنية ومُقدم برامج تلفزيونية إسلامية. وهو عضو في لجنة البحث العلمي في جامعة النجاح الوطنية.

## حياته
وُلد محمد حافظ صالح شريدة في 25 ديسمبر 1953 في طوباس. أنهى تعليمه الثانوي من مدرسة نابلس الثانوية الشرعية عام 1972، ولاحقًا حصل على درجة البكالوريوس في الشريعة من الجامعة الأردنية عام 1976. كما حصل على درجة الماجستير في العقيدة والمذاهب والأديان من جامعة الملك عبد العزيز عام 1980، ودرجة الدكتوراه في العقيدة الإسلامية من جامعة أم القرى عام 1983.
كما حصل على إجازة التجويد من مركز تعليم وتجويد القرآن الكريم في مخيم الأمعري قُرب رام الله، وإجازة المحاماة الشرعية من دائرة قاضي القضاة في الأردن عام 1991.
عمل شريدة في أماكن مُتعددة أبرزها واعظًا وخطيبًا في محافظة نابلس إبان الإدارة الأردنية للضفة الغربية، ومدرسًا في مدرسة جنين الثانوية الشرعية. يعمل في جامعة النجاح الوطنية منذ عام 1983، كُلف خلالها رئيسًا لقسم الكتاب والسنّة بين عامي 1995 و1997، ورئيسًا لقسم أصول الدين بين عامي 2004 و2006، ورئيسًا للجنة زكاة محافظة طوباس، ورئيسًا لمؤسسة اليتيم الفلسطيني في شمال الضفة الغربية، ورئيسًا للهيئة الإدارية في جمعية أصدقاء جامعة النجاح الوطنية. في عام 2020 أُحيل للتقاعد.
كما عمل عمل محاضرًا غير متفرّغ لدى جامعة الخليل، والجامعة الإسلامية في غزة، وكلية الدعوة وأصول الدين في أم الفحم، وجامعة القدس المفتوحة.
شارك شريدة في تحكيم برنامج الماجستير في الشريعة بجامعة القدس، كما شارك في لجان إعداد كتاب التربية الإسلامية في مركز المناهج الفلسطينية. حصل على جائزة القدس من جمعية القدس للدراسات الفلسطينية.
يُقدم برنامج اسبوعي ديني على فضائية النّجاح التابعة لجامعة النجاح الوطنية. حصل على جائزة أفضل برنامج ديني في الإعلام الفلسطيني من مونديال القاهرة 2015.

## مؤلفاته
نشر الشريدة عددًا من الأبحاث والكتب التي ألفها، وأبرزها:
- رعاية الطفولة المبكرة في ضوء المنهج الإسلامي.
- صحيح الأدعية والأذكار النبوية
- العقيدة الواضحة
- تبسيط أحكام التجويد
- أحكام المريض
- فتاوى الصيام

- فتاوى الزكاة

- رسالة الصيام
- مهذب الأمر بالإتباع والنهي عن الابتداع
- زبدة كتاب الاعتصام
- أصول العقيدة في التوراة المحرفة
- المسجد الإبراهيمي الشريف
- دور الجامعات في التصدي للغزو الثقافي
- إسلامية القدس
- الإعجاز الطبي في القران الكريم
- أثر الإيمان في معالجة المصابين بالسرطان
- ديوان قصائد للفتاة المسلمة
- حاضر العالم الإسلامي
- هداية العابد لأحكام المساجد
- أدعية وأذكار لأحبابنا الصغار
- زبدة كتاب الأمر بالاتباع والنهي عن الابتداع
- الطائفة السامرية
- مدخل لدراسة العقيدة الإسلامية (مبادئ وآثار)
- قاموس الأدعية والأذكار الصحيحة
- علاج السحر والجنون والحسد من الكتاب والسنة
- خلاصة العقيدة الإسلامية
- إتحاف الأحياء بزبدة الإحياء
- هل يجوز للحائض قراءة القرآن
- إتحاف غرباء الإسلام بزبدة كتاب الاعتصام
- مهذّب الوابل الصيب من الكلم الطيّب
- الأدلة الباهرة على تحريم الجمع بين الصلاتين بسبب الظروف الحاضرة